# الجدة (لوني تونز)
إيما ويبستر (المعروفة باسم الجدة) هي شخصية رسوم متحركة من شركة وارنر بروس تم إنشاؤها بواسطة فريز فريلينغ، اشتهرت من أفلام الرسوم المتحركة القصيرة لوني تيونز وميري ميلوديز في الخمسينيات والستينيات وهي صاحبة تويتي (وفي أكثر الأحيان، سيلفستر وهيكتور)، تم تقديم صوتها لأول مرة من قبل بي بيناديرت من 1950 حتى 1955 ثم في جوون فوراي لمدة 60 عامًا تقريبًا.